# Кмецин
Кмецин (пол. Kmiecin, нім. Fürstenau) — село в Польщі, у гміні Новий Двур-Гданський Новодворського повіту Поморського воєводства.
Населення — 1136 осіб (2011).
У 1975-1998 роках село належало до Ельблонзького воєводства.

## Демографія
Демографічна структура станом на 31 березня 2011 року:
|          | Загалом | Допрацездатний вік | Працездатний вік | Постпрацездатний вік |
| -------- | ------- | ------------------ | ---------------- | -------------------- |
| Чоловіки | 572     | 131                | 415              | 26                   |
| Жінки    | 564     | 111                | 364              | 89                   |
| Разом    | 1136    | 242                | 779              | 115                  |